# Huszár Tibor (színművész)
Huszár Tibor (Szarvas, 1965. augusztus 6. –) magyar színész. A
Bűnök és szerelmek című filmsorozat egyik főszereplője.

## Pályafutása
Huszár Tibor amatőr színészként kezdte pályafutását, illetve reklámfilmekben is szerepelt. Az országos ismeretséget a Bűnök és szerelmek című filmsorozat hozta meg számára.